# Sergentia coracina
Sergentia coracina is een muggensoort uit de familie van de dansmuggen (Chironomidae). De wetenschappelijke naam van de soort is voor het eerst geldig gepubliceerd in 1850 door Zetterstedt.